# When False Tongues Speak
When False Tongues Speak er en amerikansk stumfilm fra 1917 af Carl Harbaugh.

## Medvirkende
- Virginia Pearson som Mary Page Walton
- Carl Harbaugh som Fred Walton
- Hardee Kirkland som Platt Sinclair
- Claire Whitney som Helen Lee
- Carl Eckstrom som Eric Mann